# Per-Axel Hildeman
Per-Axel Hildeman, född 11 augusti 1922 i Vika, Kopparbergs län, död 5 februari  2015 i Västermalms församling, Stockholm, var en svensk lärare, ämbetsman och UD-tjänsteman.
Hildeman blev 1956 filosofie licentiat vid Stockholms högskola, där han också arbetade som lärare vid högskolans International Graduate 
School 1948–1956. Han var lektor vid Columbia University i New York 1956–1958. Från 1958 arbetade han för Svenska institutet, 1958–1962 som föreståndare vid Svenska institutet i London och kulturattaché vid svenska beskickningen där och 1962–1963 som föreståndare för Svenska institutet i Paris och Svenska studenthemmet där. 1963–1977 var han verkställande direktör för Svenska institutet i Stockholm, som då lydde direkt under Utrikesdepartementet. Han var därefter kulturråd i Oslo 1977–1988 och parallellt i Reykjavik 1984–1988.
Per-Axel Hildeman var yngre bror till litteraturhistorikern Karl-Ivar Hildeman.